# Basilia major
Basilia major är en tvåvingeart som beskrevs 1967 av Oskar Theodor. Arten ingår i släktet Basilia och familjen lusflugor. Inga underarter finns listade i Catalogue of Life.